# Lieven (Vorname)
Lieven ist ein flämischer männlicher Vorname.  
Der Name ist abgeleitet vom althochdeutschen Personennamen liobwini („liob“ für lieb, angenehm, geliebt und „wini“ Freund). Die deutsche Entsprechung ist Liebwin. Er ist besonders in Flandern verbreitet, da es der flämische Name des Heiligen Livinus von Gent ist.
Die weibliche Form des Namens lautet Lieve.

## Bekannte Namensträger
- St. Lieven (~ 580–657), Apostel von Flandern und Brabant, siehe Livinus von Gent
- Lieven de Key (~ 1560–1627), niederländischer Architekt, Stadtbaumeister von Haarlem und Vertreter des Goldenen Zeitalters